# Oed-Oehling
Oed-Oehling, inofficiellt även Oed-Öhling, är en kommun  i Österrike. Den ligger i distriktet Amstetten i förbundslandet Niederösterreich, 120 km väster om huvudstaden Wien. Kommunens förvaltning finns i Öhling.
Kommunen består av två orter (Ortschaften) (inom parentes invånarantal 1 januari 2024):
- Oed (761)
- Öhling (1 397)